# Hernán Brignani
Hernán Brignani (Vicente López, Provincia de Buenos Aires; 29 de enero de 1976) es un músico y compositor argentino que abarca en su obra una diversidad de géneros que van desde el folclore argentino hasta la música clásica instrumental. Su primera obra editada en formato CD corresponde al año 2001, en el género folklore sureño en formato solista.
Se graduó en el conservatorio Rossini San Isidro de Profesor de Piano a los 16 años, en 1992, y en 1993 de Profesor de Teoría y Solfeo. No obstante, sus primeras actuaciones, presentaciones y grabaciones fueron como cantor y guitarrero en el ámbito del folclore sureño. A lo largo de los años desarrolló un camino de investigación, capacitación y experimentación en diversos ritmos y géneros musicales, con orientación a la música clásica, folclore argentino, rock, blues y música instrumental en general. Desde el año 2013 reside en la localidad de Santa Rosa, partido de Cañuelas, con una fuerte actividad musical en lo formativo, interpretativo y autoral especialmente en el último año. Asociado al INAMU (Instituto Nacional de la Música), a la UMI (Unión de Músicos Independientes) y colaborador del Instituto Cultural Cañuelas.Le gusta el ajedrez y pescar 

## Reseña biográfica

### Infancia
Hernán Brignani nació en Vicente López, provincia de Buenos Aires, el 29 de enero de 1976.

### Primeros años
A los 16 años, en 1992 se graduó en el conservatorio Rossini San Isidro de Profesor de Piano y en 1993 de Profesor de Teoría y Solfeo. No obstante sus primeras actuaciones, presentaciones y grabaciones fueron como cantor y guitarrero en el ámbito del folclore (sureño). Entre 1993 y 2003 se presentó en diversas peñas y festivales recorriendo  A lo largo de los años desarrolló un camino de investigación, capacitación y experimentación en diversos ritmos y géneros musicales, con orientación a la música clásica, folclore argentino, rock, blues y música instrumental en general.

### Segunda etapa
Desde el año 2013 reside en la localidad de Santa Rosa, partido de Cañuelas, con una fuerte actividad musical en lo formativo, interpretativo y autoral especialmente en el último año. Asociado  al INAMU (Instituto Nacional de la Música), a la UMI (Unión de Músicos Independientes) y colaborador del Instituto Cultural Cañuelas.

## Obra
- Recorriendo Pagos (Folclore, 1997, Casete)
- Entre Chimangos y Caranchos (Folclore, 2001, CD)
- Instrumentales MW -2003 MW- (Instrumental, 2020, Streaming/CD)

## Producción del artista
El artista se caracteriza por un trabajo espaciado y ecléctico, comprendiendo diferentes géneros, ritmos e incluso disciplinas.